# Tour d'Italie 1970
La 53e édition du Tour d'Italie s'est élancée de San Pellegrino Terme le 18 mai 1970 et est arrivée à Bolzano le 7 juin. Long de 3 293 km, ce Giro a été remporté par le Belge Eddy Merckx.

## Équipes participantes
| N.    | Code | Équipe    |
| ----- | ---- | --------- |
| 1-10  | SAL  | Salvarani |
| 11-20 | COS  | Cosatto   |
| 21-30 | DRE  | Dreher    |
| 31-40 | FAE  | Faemino   |
| 41-50 | FER  | Ferretti  |
| 51-60 | FIL  | Filotex   |
| 61-70 | GBC  | G.B.C.    |

| N.      | Code | Équipe    |
| ------- | ---- | --------- |
| 71-80   | GER  | Germanvox |
| 81-90   | CAS  | La Casera |
| 91-100  | MAG  | Magniflex |
| 101-110 | MOL  | Molteni   |
| 111-120 | SAG  | Sagit     |
| 121-130 | SCI  | Scic      |

## Classement général
| Classement général final |                  |
| --- | ---------------- |
| \| 1. Eddy Merckx \| 90 h 08 min 47 s \| \| 2. Felice Gimondi \| à 3 min 14 s \| \| 3. Martin Van Den Bossche \| à 4 min 59 s \| \| 4. Michele Dancelli \| à 7 min 07 s \| \| 5. Italo Zilioli \| à 8 min 14 s \| \| 6. Gösta Pettersson \| à 9 min 20 s \| \| 7. Franco Bitossi \| à 13 min 10 s \| \| 8. Miguel María Lasa \| à 19 min 25 s \| \| 9. Ole Ritter \| à 21 min 17 s \| \| 10. Vittorio Adorni \| à 21 min 29 s \| \| 130 partants \| \| |                  |
| 1. Eddy Merckx | 90 h 08 min 47 s |
| 2. Felice Gimondi | à 3 min 14 s     |
| 3. Martin Van Den Bossche | à 4 min 59 s     |
| 4. Michele Dancelli | à 7 min 07 s     |
| 5. Italo Zilioli | à 8 min 14 s     |
| 6. Gösta Pettersson | à 9 min 20 s     |
| 7. Franco Bitossi | à 13 min 10 s    |
| 8. Miguel María Lasa | à 19 min 25 s    |
| 9. Ole Ritter | à 21 min 17 s    |
| 10. Vittorio Adorni | à 21 min 29 s    |
| 130 partants |                  |

## Étapes
| Étape     | Date     | Villes étapes                     | km       | Vainqueur d'étape | Leader du classement général |
| 1re étape | 18 mai   | San Pellegrino Terme – Biandronno | 115      | Franco Bitossi    | Franco Bitossi               |
| 2e étape  | 19 mai   | Comerio – Saint-Vincent           | 164      | Eddy Merckx       | Franco Bitossi               |
| 3e étape  | 20 mai   | Saint-Vincent - Aoste             | 162      | Franco Bitossi    | Franco Bitossi               |
| 4e étape  | 21 mai   | Saint-Vincent - Lodi              | 205      | Marino Basso      | Franco Bitossi               |
| 5e étape  | 22 mai   | Lodi - Zingonia                   | 156      | Patrick Sercu     | Franco Bitossi               |
| 6e étape  | 23 mai   | Zingonia - Malcesine              | 212      | Enrico Paolini    | Franco Bitossi               |
| 7e étape  | 24 mai   | Malcesine - Brentonico            | 130      | Eddy Merckx       | Eddy Merckx                  |
| 8e étape  | 25 mai   | Rovereto - Bassano del Grappa     | 130      | Walter Godefroot  | Eddy Merckx                  |
| 9e étape  | 26 mai   | Bassano del Grappa - Trévise      | 56 (clm) | Eddy Merckx       | Eddy Merckx                  |
| 10e étape | 28 mai   | Terracina - Rivisondoli           | 172      | Italo Zilioli     | Eddy Merckx                  |
| 11e étape | 29 mai   | Rivisondoli - Francavilla al Mare | 180      | Michele Dancelli  | Eddy Merckx                  |
| 12e étape | 30 mai   | Francavilla al Mare - Loreto      | 175      | Miguel María Lasa | Eddy Merckx                  |
| 13e étape | 31 mai   | Loreto – Faenza                   | 188      | Michele Dancelli  | Eddy Merckx                  |
| 14e étape | 1er juin | Faenza - Casciana Terme           | 218      | Michele Dancelli  | Eddy Merckx                  |
| 15e étape | 2 juin   | Casciana Terme - Mirandola        | 215      | Marino Basso      | Eddy Merckx                  |
| 16e étape | 3 juin   | Mirandola – Lido di Jesolo        | 195      | Dino Zandegù      | Eddy Merckx                  |
| 17e étape | 4 juin   | Lido di Jesolo - Arta Terme       | 165      | Franco Bitossi    | Eddy Merckx                  |
| 18e étape | 5 juin   | Arta Terme - Marmolada            | 180      | Michele Dancelli  | Eddy Merckx                  |
| 19e étape | 6 juin   | Rocca Pietore - Dobbiaco          | 120      | Franco Bitossi    | Eddy Merckx                  |
| 20e étape | 7 juin   | Dobbiaco – Bolzano                | 155      | Luciano Armani    | Eddy Merckx                  |

## Classements annexes
| Classement par points     | Franco Bitossi         | 252 points |
| Deuxième                  | Michele Dancelli       | 241 points |
| Troisième                 | Eddy Merckx            | 193 points |
| Classement de la montagne | Martin Van Den Bossche | 460 points |
| Deuxième                  | Italo Zilioli          | 420 points |
| Troisième                 | Luciano Armani         | 300 points |
| Classement par équipes    | Faemino                | ?          |
| Deuxième                  | ?                      | ?          |
| Troisième                 | ?                      | ?          |

## Liste des coureurs
| Salvarani | Cosatto | Dreher |
| - 1 Felice Gimondi (Ita) 2e - 2 Franco Balmamion (Ita) 12e - 3 Giovanni Cavalcanti (Ita) 18e - 4 Walter Godefroot (Bel) 55e - 5 Ercole Gualazzini (Ita) ab - 6 Antoon Houbrechts (Bel) 20e - 7 Wladimiro Panizza (Ita) ab - 8 Roberto Poggiali (Ita) 11e - 9 Silvano Schiavon (Ita) 14e - 10 Dino Zandegu (Ita) 60e          | - 11 Vito Taccone (Ita) 15e - 12 Adriano Amici (Ita) ab - 13 Domenico De Marco (Ita) ab - 14 Pietro Dallai (Ita) 89e - 15 Giuseppe De Simone (Ita) 42e - 16 Primo Franchini (Ita) 94e - 17 Flavio Martini (Ita) ab - 18 Stefanino Mezzetti (Ita) 75e - 19 Emilio Santantonio (Ita) ab - 20 Sandro Quintarelli (Ita) 91e                        | - 21 Patrick Sercu (Bel) 90e - 22 Roberto Ballini (Ita) 88e - 23 Renzo Baldan (Ita) 95e - 24 Giuseppe Fezzardi (Ita) 80e - 25 Bernard Van De Kerckhove (Bel) ab - 26 Gian-Piero Macchi (Ita) ab - 27 Adriano Passuello (Ita) 32e - 28 Attilio Rota (Ita) 16e - 29 Luigi Sgarbozza (Ita) 66e - 30 Luciano Soave (Ita) 61e                                |
| Faemino | Ferretti | Filotex |
| - 31 Pietro Campagnari (Ita) 58e - 32 Lino Farisato (Ita) 38e - 33 Jos Huysmans (Bel) 35e - 34 Eddy Merckx (Bel) 1e - 35 Frans Mintjens (Bel) 49e - 36 Joseph Spruyt (Bel) 54e - 37 Roger Swerts (Bel) 53e - 38 Georges Vandenberghe (Bel) 70e - 39 Victor Van Schil (Bel) 23e - 40 Italo Zilioli (Ita) 5e                   | - 41 Gosta Pettersson (Sue) 6e - 42 Eraldo Bocci (Ita) ab - 43 Gianpaolo Cucchietti (Ita) 41e - 44 Enrico Maggioni (Ita) 13e - 45 Sture Pettersson (Sue) 77e - 46 Mauro Simonetti (Ita) 21e - 47 Romano Tumellero (Ita) ab - 48 Albert Van Vlierberghe (Bel) 43e - 49 Wilmo Francioni (Ita) 74e - 50 Renato Rota (Ita) 83e                     | - 51 Franco Bitossi (Ita) 7e - 52 Marcello Bergamo (Ita) 27e - 53 Ugo Colombo (Ita) 17e - 54 Arnaldo Caverzasi (Ita) 76e - 55 Alberto Della Torre (Ita) 62e - 56 Fabrizio Fabbri (Ita) 63e - 57 Giuseppe Grassi (Ita) 86e - 58 Giuseppe Rosolen (Ita) 59e - 59 Vittorio Urbani (Ita) 48e - 60 Alfio Poli (Ita) 72e                                      |
| GBC | Germanvox | La Casera |
| - 61 Rudi Altig (All) 44e - 62 Aldo Moser (Ita) 19e - 63 Diego Moser (Ita) 56e - 64 Luciano Luciani (Ita) ab - 65 Wilfried Peffgen (All) ab - 66 Dieter Puschel (All) 46e - 67 Louis Pfenninger (Sui) 52e - 68 Auguste Girard (Sui) 65e - 69 Erwin Thalmann (Sui) 79e - 70 Kurt Rub (Sui) 67e                                | - 71 Ole Ritter (Dan) 9e - 72 Guido Reybrouck (Bel) ab - 73 Julien Van Lint (Bel) 71e - 74 Paul In 't Ven (Bel) 73e - 75 Giovanni Bramucci (Ita) ab - 76 Angelo Bassini (Ita) 26e - 77 Giuseppe Milioli (Ita) ab - 78 Bruno Lana (Ita) 92e - 79 Adriano Pella (Ita) ab - 80 Celestino Vercelli (Ita) 64e                                       | - 81 José Enrique Cifuentes (Esp) ab - 82 Sebastian Fernandez Duenas (Esp) 45e - 83 Joaquin Galera (Esp) ab - 84 Manuel Galera (Esp) ab - 85 José Manuel Lasa (Esp) 28e - 86 Miguel María Lasa (Esp) 8e - 87 José Manuel López Rodríguez (Esp) ab - 88 Jorge Marine (Esp) ab - 89 Jose Antonio Ponton (Esp) 39e - 90 Eufronio Enrique Sahagun (Esp) 37e |
| Magniflex | Molteni | Sagit |
| - 91 Sigfrido Fontanelli (Ita) 51e - 92 Mauro Vannucchi (Ita) 47e - 93 Emile Cambre (Bel) ab - 94 Hugo De Haes (Bel) ab.2° - 95 Willy De Geest (Bel) ab - 96 Jean Ronsmans (Bel) 82e - 97 Noël Van Clooster (Bel) ab - 98 Willy Vekemans (Bel) ab - 99 Roland Van De Rijse (Bel) ab.12° - 100 Herman Flabat (Bel) 78e        | - 101 Marino Basso (Ita) ab - 102 Gianfranco Bianchin (Ita) 85e - 103 Luigi Castelletti (Ita) 93e - 104 Carlo Chiappano (Ita) 40e - 105 Michele Dancelli (Ita) 4e - 106 Franco Mori (Ita) 30e - 107 Giacinto Santambrogio (Ita) 34e - 108 Guerrino Tosello (Ita) 50e - 109 Martin Van Den Bossche (Bel) 3e - 110 Pierfranco Vianelli (Ita) 22e | - 111 Aldo balasso (Ita) 69e - 112 Ernesto Donghi (Ita) 81e - 113 Giuseppe Fantini (Ita) ab - 114 Giorgio Favaro (Ita) ab - 115 Renato Laghi (Ita) 25e - 116 Virgino Levati (Ita) 97e - 117 Oliviero Morotti (Ita) 36e - 118 Luigi Borghetti (Ita) ab - 119 Felice Salina (Ita) ab - 120 Roberto Sorlini (Ita) 68e                                      |
| Scic | | |
| - 121 Vittorio Adorni (Ita) 10e - 122 Luciano Armani (Ita) 33e - 123 Attilio Benfatto (Ita) 57e - 124 Mino Denti (Ita) ab - 125 Adriano Durante (Ita) 96e - 126 Claudio Michelotto (Ita) 31e - 127 Guido Neri (Ita) 87e - 128 Enrico Paolini (Ita) 24e - 129 Giancarlo Polidori (Ita) 29e - 130 Ambrogio Portalupi (Ita) 84e | | |

## Sources
- (nl) Cet article est partiellement ou en totalité issu de l’article de Wikipédia en néerlandais intitulé « Ronde van Italië 1970 » (voir la liste des auteurs).